# Rio Fortaleza (Peru)
O rio Fortaleza nasce no Departamento de Ânchache, Peru, nos sopés da Cordilheira Negra. Tem um percurso de um pouco mais de 100 km e uma bacia de 2 300 km². Apresenta um regime sumariamente irregular, tanto é que nos meses de junho a outubro não chega a desaguar no Oceano Pacífico. Suas águas são intensamente utilizadas para o cultivo da cana-de-açúcar. Percorre o vale agroindustrial de Paramonga, cruza a província de Barranca de leste a oeste, desaguando no Crea, o vale do mesmo nome. Sua desembocadura localiza-se perto ao povo de Pativilca.